# 蘭道夫 (堪薩斯州)
蘭道夫（英語：Randolph）是一個位於美國堪薩斯州賴利縣的城市。

## 地方資料
根據2020年美國人口普查的數據，蘭道夫的面積為0.65平方千米，當中陸地面積為0.65平方千米，而水域面積為0.00平方千米。當地共有人口159人，而人口密度為每平方千米244.62人。